# Saint Bodmaël
 (mars 2010).
Si vous disposez d'ouvrages ou d'articles de référence ou si vous connaissez des sites web de qualité traitant du thème abordé ici, merci de compléter l'article en donnant les références utiles à sa vérifiabilité et en les liant à la section « Notes et références ».
Saint Bodmaël ou Bodvaël ou Bothmaël  ou Bothmael est un saint breton du Ve siècle ou VIe siècle. Le nom viendrait du mot gaulois Bodd, signifiant bonne volonté et du celte maël qui signifie prince, seigneur.
C'est un saint chrétien fêté le 12 mars.

## Histoire et tradition
Originaire du pays de Galles ou de l'Irlande, il aurait établi un oratoire à l'île Maudez où l'on a retrouvé les fondations circulaires des cellules et les traces de la chapelle.
Il pourrait être l'équivalent de Saint Budoc si on en croit une controverse hagiographique. Sous le nom de Bothmael, Budoc apparaît comme un disciple de saint Maudez dans la Vie latine de celui-ci.  La Vita Maglorii (vie de Saint Magloire) et la Chronique de Dol (fin du XIe siècle) en font un « archevêque » de Dol à la suite de Saint Magloire, lui-même successeur de Saint Samson. 

## Divers
- En Bretagne, au moins cinq rues portent son nom (Saint Budoc ou Saint Beuzec), d'après Les noms qui ont fait l'histoire de Bretagne, 1997.

## Sources
- Albert Le Grand, Vie des saints de Bretagne Armorique, Brest, P. Anner et Fils, et Paris, chez Isidore Pesson, 1837.
- Jean-Maurice Barbé, Tous les prénoms, éditeur Jean-Paul Gisserot, 1994.